# El Chaltén
Pour le sommet du cerro Chaltén (ou cerro Fitz Roy), voir Fitz Roy.
El Chaltén est un village situé dans le département de Lago Argentino de la province de Santa Cruz au sud de l'Argentine, en Patagonie.

## Toponymie
Le nom El Chaltén vient du tehuelche Chaltén (le peuple Aonikenk ne possédant pas d'écriture propre, la graphie du nom a été approximativement retranscrite et il est possible que le nom original du sommet ait davantage ressemblé à Cháltel) signifiant « bleu », « bleuté ». Le nom a ensuite été utilisé par les Aonikenks pour baptiser le mont Fitz Roy. Selon la mythologie de ce peuple, le héros Elal serait arrivé au sein des Tehuelches déposé au sommet du Fitz Roy par le cygne Kelfü, et la couleur de la montagne aurait incité le cygne et l'enfant à baptiser le sommet Chaltén. D'autres sources rapportent par ailleurs que Chaltén signifie en tehuelche « la montagne qui fume », faisant allusion aux nuages fréquemment accrochés à son sommet[réf. nécessaire]. Le nom El Chaltén a finalement été choisi par Daniel Rodriguez lors de la création de la localité, afin de rendre hommage à la culture Tehuelche, le nom de Chaltén pour le sommet voisin ayant été remplacé par celui de Fitz Roy par Francisco Moreno lors de son exploration en 1877.

## Histoire

### Premières occupations
Le premier occupant de la zone au pied du Fitz Roy où se trouve aujourd'hui El Chaltén est Jean Orth (ou Fred Otten) fils de Léopold II de Toscane et de Marie-Antoinette de Bourbon-Siciles, et neveu de l'empereur d'Autriche François-Joseph Ier. Sa présence est attestée par le rapport de 1904 de l'ingénieur Lázaro Molinari, chargé selon le décret du 2 octobre 1902 sur la loi d'occupation des terres de relever les conditions topographiques et diviser les terrains en parcelles de 10 000 hectares afin qu'elles puissent être réparties entre les populateurs,. La colonisation de ces terrains avait cependant commencé avant cette répartition, et Jean Orth s'est probablement installé près de la confluence entre le río Fitz Roy et le río de las Vueltas aux alentours de 1903, fondant son restancia Cañadon largo. Il y demeure en compagnie de Jack van der Hayden (ou Juan Venría) et Malcom Nicholson, jusqu'à sa mort, aux alentours de 1910.
Le lieu reste ensuite inoccupé quelques années, les deux compagnons de l'Autrichien étant partis après sa mort, avant que le Danois Andreas Madsen ne vienne s'installer aux alentours de 1913,. Il y travaille quelques années comme employée de l’Administracíon Bonvalot, puis construit une estancia, nommée Fitz Roy, où il vit avec sa femme et ses 4 enfants. Il fournit aussi des données climatologiques pour le service météorologique national entre 1935 et 1958, et tient à partir de 1937 un petit magasin où il vend divers produits de première nécessité aux autres habitants de la région. Après la mort de l'un des fils dans un accident de voiture en 1945, de la femme de Madsen en 1950, puis de Madsen lui-même peu de temps après[Quand ?], les enfants quittent à leur tour l'estancia Fitz Roy. Seul le dernier des employés de Madsen, l'Allemand Hern Ernst Standhardt reste alors vivre dans l'estancia, vivant de son métier de photographe, jusqu'à sa mort en 1967.

## Géographie

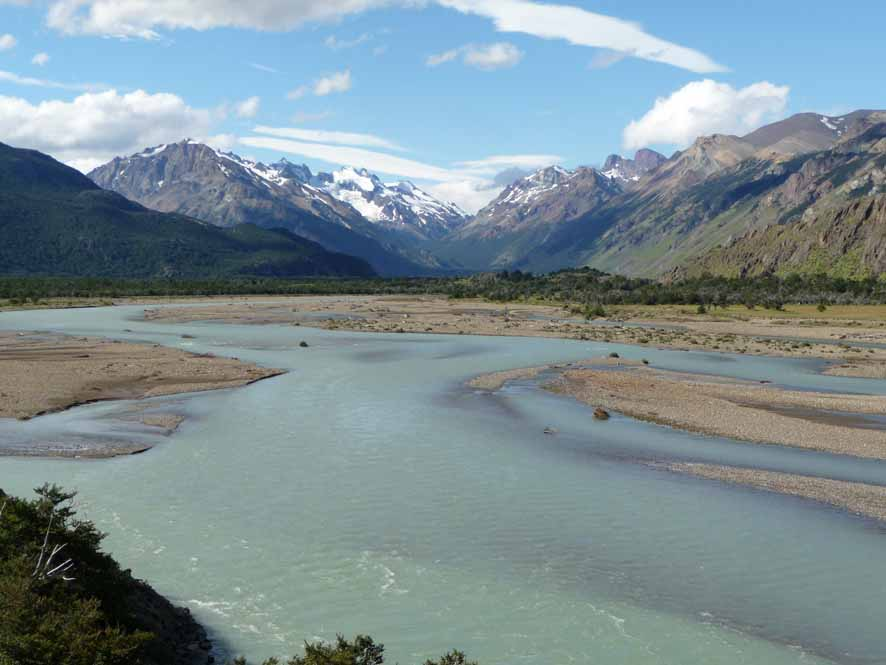
Le río de las Vueltas depuis les hauteurs d'El Chaltén. Cette rivière relie le lago del Desierto au lac Viedma.

### Localisation
Le village d'El Chaltén est situé à environ 49° 19′ de latitude sud et 72° 53′ de longitude ouest, en Patagonie argentine, à l'ouest du département de Lago Argentino, dans la province de Santa Cruz. Il se trouve au nord-ouest du lac Viedma, juste au nord de la baie Túnel, à la confluence du río Fitz Roy et du río de las Vueltas. Le village est entouré au Sud par le lac Viedma, à l'ouest par le massif du Fitz Roy, et au nord par la vallée du río de las Vueltas menant jusqu'au lac del Desierto.
Le village est situé à environ 220 km d'El Calafate, 344 km de la ville de Comandante Luis Piedra Buena, 467 km de Puerto San Julian et 480 km de Río Gallegos.

### Climat
Le climat d'El Chaltén est un climat de pampa patagonienne, caractérisé par un vent d'ouest fort et persistant, surtout pendant l'été. Il est souvent imprévisible, à cause de la proximité du massif du Fitz Roy et du campo de Hielo Sur à l'ouest, et la température peut varier brusquement au cours d'une même journée.
Les températures sont moyennes à basses, et varient peu au cours de l'année. Les températures moyenne varient d'environ 13 °C en été (janvier et février) à un peu plus de 0 °C en hiver (juin et juillet). La température la plus haute enregistrée dans ce village au cours des 15 dernières années est de 31,6 °C en février 2003, la plus basse de −20 °C en juillet 2001.
Les précipitations atteignent environ 85 cm par an, et sont relativement réparties au cours de l'année, bien que sous forme de neige en hiver.

## Démographie
| Année      | 1985 | 1991                   | 1993                        | 1998             | 2001  | 2010 | 2015 |
| Population | 0    | 41                     | 70 (93 en été)              | 160 (236 en été) | 371   | 1627 | 2325 |
| Source     |      | INDEC[réf. nécessaire] | estimation[réf. nécessaire] | recensement      | INDEC |      |      |

## Organisation sociale

### Administration
Le village d'El Chaltén n'est pas assez grand pour être une municipalité, nécessitant au moins 1 000 habitants, et est donc dirigé par une comision de fomento, c'est-à-dire une commission de développement. Le commissionnaire et les quatre autres membres responsables de la comision de fomento ne sont donc pas élus par les habitants du village, mais sont nommés par le gouverneur de la province de Santa Cruz.
| Période                   | Commissionnaire      | Source |
| ------------------------- | -------------------- | ------ |
| 2008-…                    | Susana Oroño         | ,      |
| 2008 (février-août)       | Jorge Riggi Luperti  | ,      |
| ?-2008                    | Jorge Velázquez      | [ 13 ] |
| 1999-2004                 | Jorge Cerezo         | ,      |
| 1996-1999                 | Fomento Álvaro Masci | [ 16 ] |
| 1991-1996                 | Emilio Valenzuela    | [ 16 ] |
| 1991 (septembre-décembre) | Fomento Álvaro Masci | [ 16 ] |

El Chaltén possède aussi un juge de paix, c'est-à-dire un juge non lettré, habilité à rendre des décisions de justice sur les affaires les plus bénignes en menant une démarche conciliatrice plus qu'en se fondant sur les lois. Ce tribunal de paix fut instauré à El Chaltén par la loi provinciale no 2288 et les limites de la juridiction furent définies en 1997.

### Transport et communications

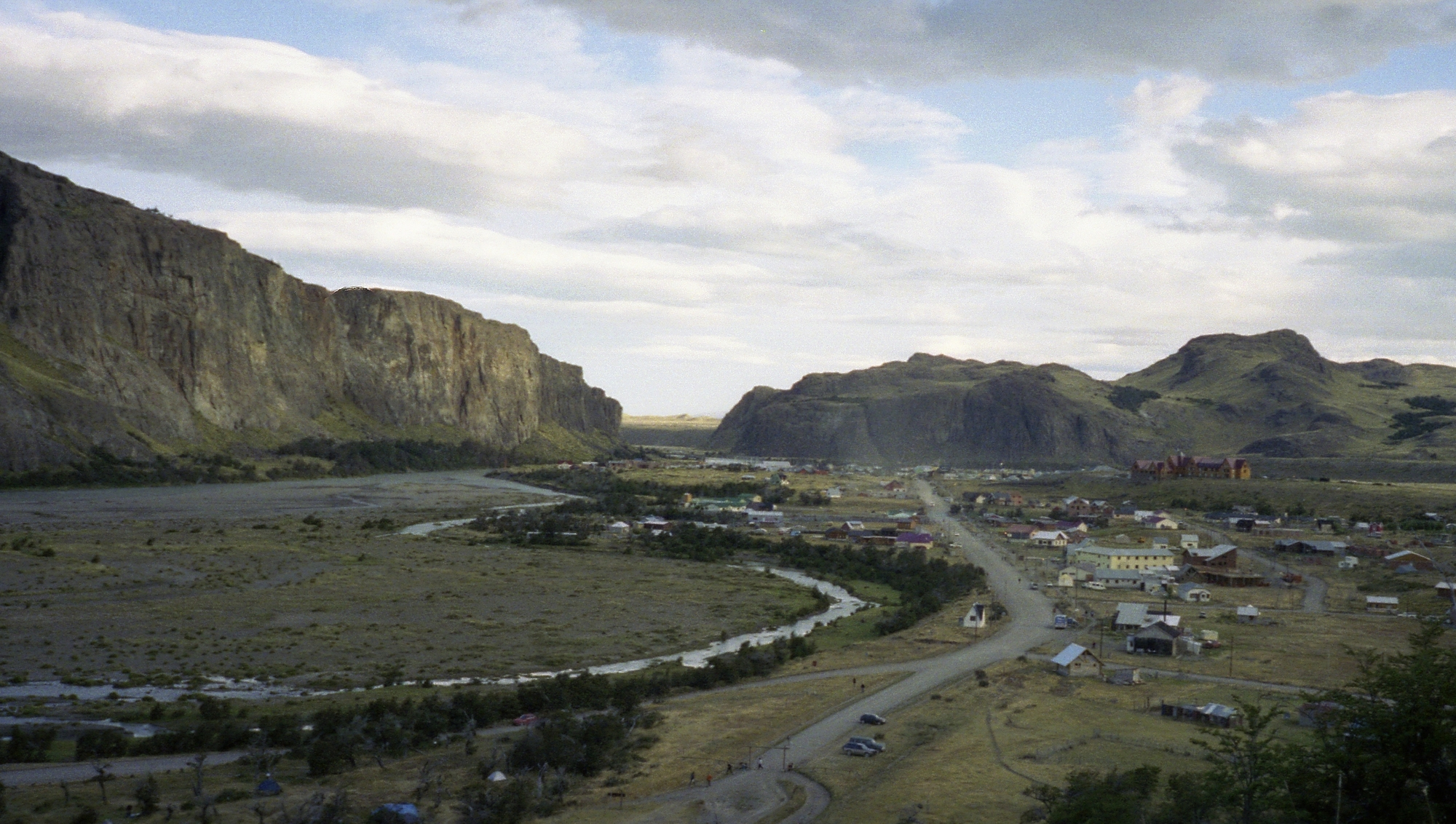
Le village de El Chaltén, vu du sentier menant au parc national de Los Glaciares.

La principale voie d'accès au village d'El Chaltén est la route provinciale 23, reliée à la route 40 au sud-est, laquelle mène à El Calafate au Sud et Gobernador Gregores au Nord. Durant la saison touristique, trois entreprises d'autobus effectuent en 4 heures la liaison depuis El Calafate (Cal-Tur, Chaltén Travel Turismo et TAQSA) assurant au total 6 voyages par jour dans chaque direction. Au nord, la route provinciale 23 mène jusqu'au lac del Desierto, vers lequel plusieurs entreprises assurent des transferts sur demande.
Il existe un port sur le lac Viedma, localisé dans la baie Túnel à quelques kilomètres au sud du village.
La route provinciale 23 permet par ailleurs d'accéder au lac del Desierto au nord, qu'il est possible de traverser en bateau pour rejoindre en marchant la frontière chilienne, puis le poste de douane chilien au bord du lac O'Higgins. Un bateau permet ensuite de traverser le lac O'Higgins pour atteindre le village de Villa O'Higgins.
L'aéroport le plus proche est situé à environ 220 km d'El Chaltén, dans la ville voisine d'El Calafate. La commission du développement projette par ailleurs la construction d'un aéroport[Quand ?] pour le village, lequel devrait coûter 70 millions de pesos et pourra accueillir des Boeing 747.

### Éducation
Les habitants d'El Chaltén disposent d'un système éducatif complet, permettant aux élèves d'être scolarisés depuis l'enfance jusqu'à l'âge adulte. Le jardin d'enfant no 46 Los Huemules accueille les enfants de 3 à 6 ans, seule la dernière année étant obligatoire. L'école EGB no 59 assure l'enseignement primaire basique et l'enseignement secondaire basique, c'est-à-dire depuis le premier grade jusqu'au neuvième, incluant donc des enfants de 6 à 14 ans environ. Enfin le collège provincial d'éducation polimodale no 28 se charge de l'éducation secondaire supérieure pendant 3 ans, assurant ainsi la fin de l'enseignement obligatoire. Il existe de plus un relai de l'université nationale de la Patagonie australe[réf. nécessaire], permettant aux élèves de suivre une formation universitaire par correspondance. Le village d'El Chaltén dispose par ailleurs d'un enseignement pour les jeunes et adultes qui n'auraient pas terminé l'enseignement secondaire et éventuellement primaire, et qui souhaiteraient le terminer, via l'école pour jeunes et adultes EGB no 20 et l'école polimodale pour jeunes et adultes no 19. El Chaltén possède enfin une bibliothèque associative Mujer pionera[réf. nécessaire], et le relai de l'université nationale de la Patagonie australe permet aux habitants d'accéder à internet[réf. nécessaire].

## Tourisme

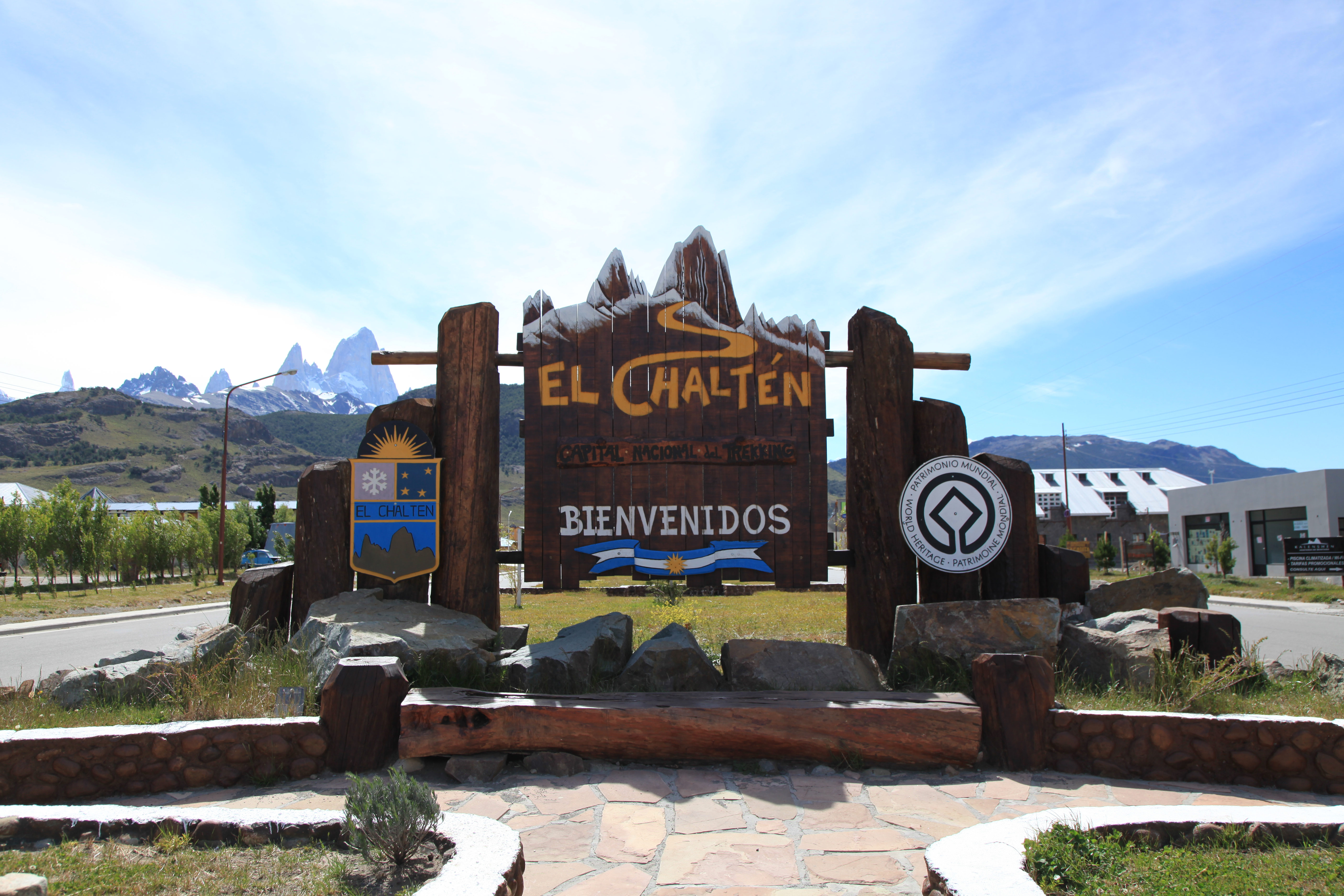
El Chaltén

Le tourisme et l'escalade sont presque les seules raisons d'être de ce village en forte croissance, il n'y avait encore presque rien sur ce site vers 1980.
Le parc national Los Glaciares, aux portes du village, attire les randonneurs qui disposent de nombreux chemins balisés, d'hébergements de différents standings, dont des campings, et des lieux de bivouac gratuits. La vue sur le Fitz Roy et les aiguilles de granit environnantes est rare à cause des nuages fréquents, mais impressionnante.
Différentes agences touristiques organisent des visites et excursions, dont une en minibus au Lago del Desierto.
L'escalade du Fitz Roy y attire des spécialistes de l'escalade du monde entier.

### El Chaltén dans la culture

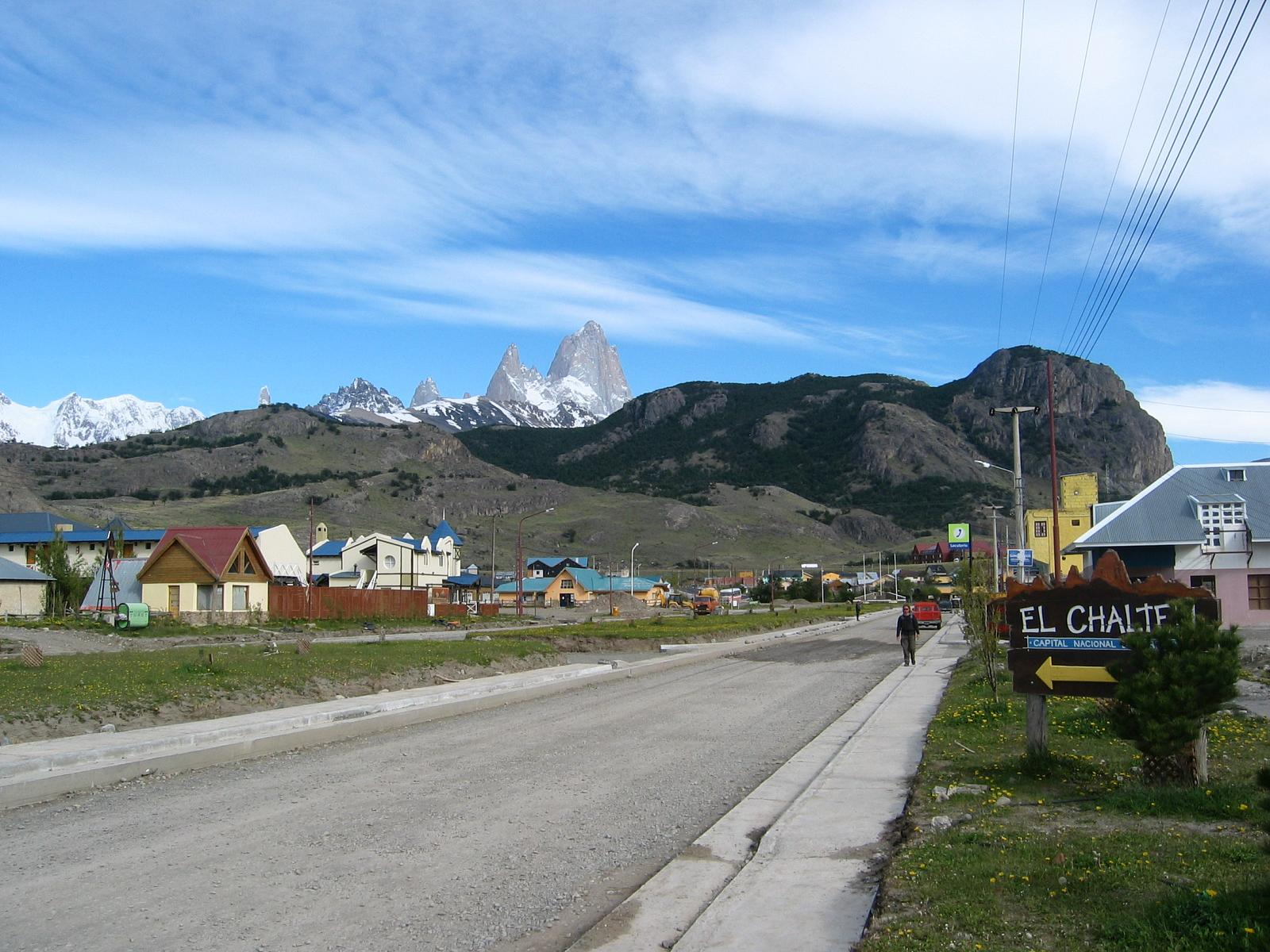
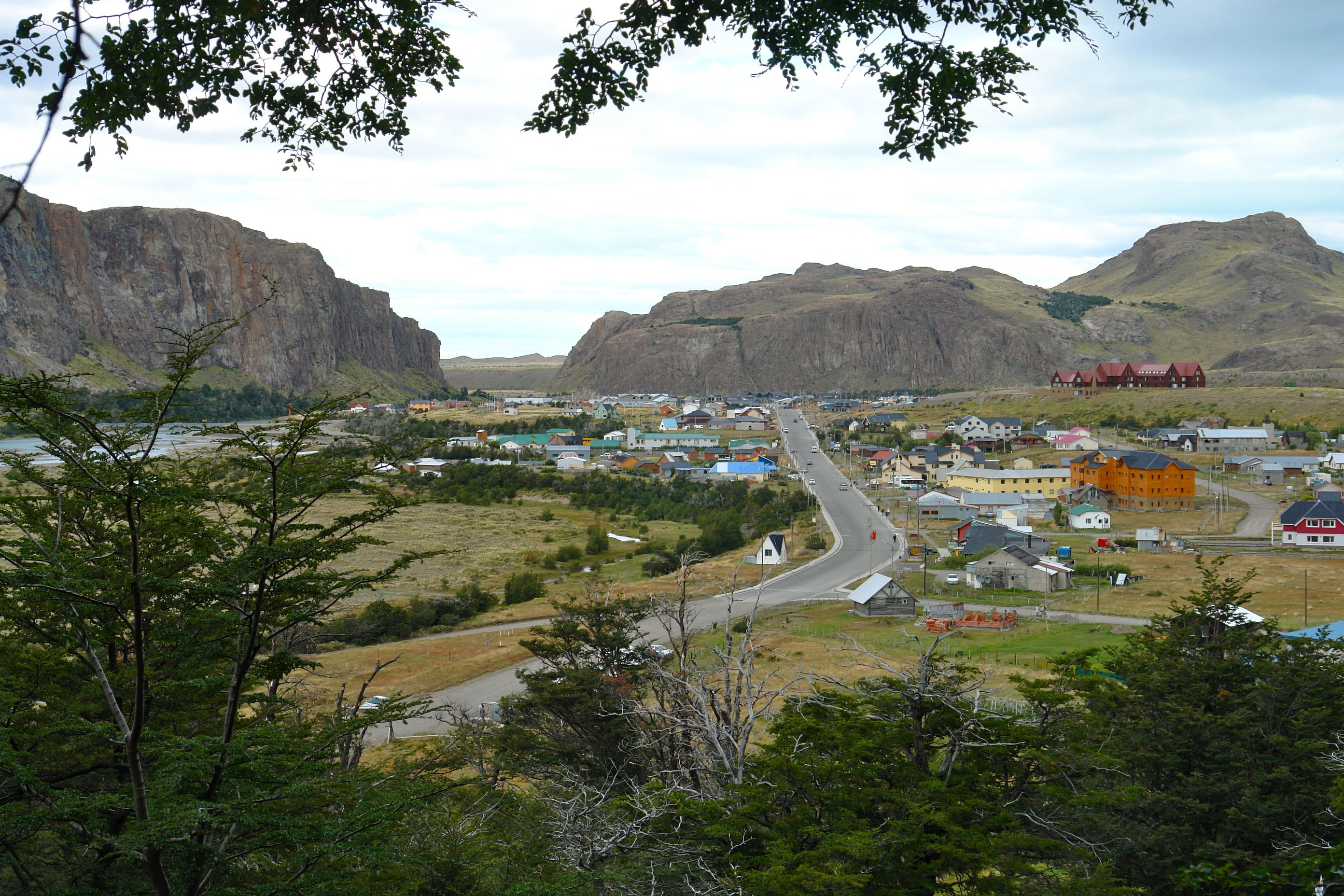
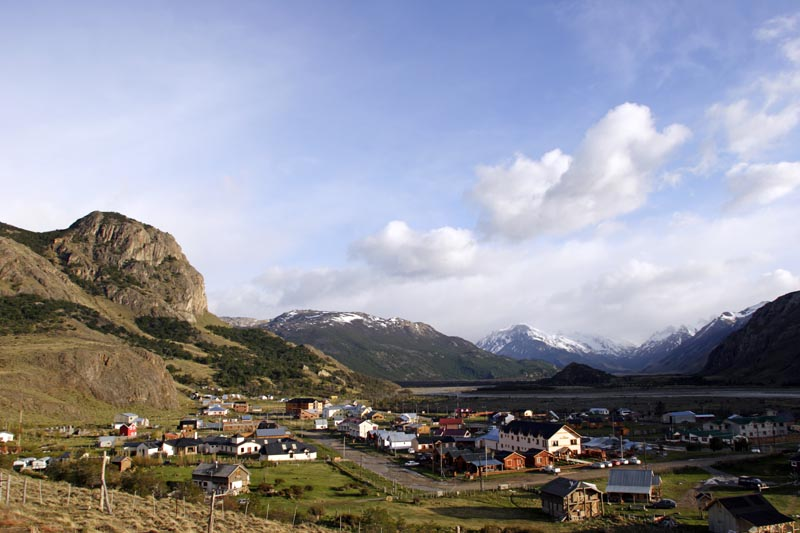
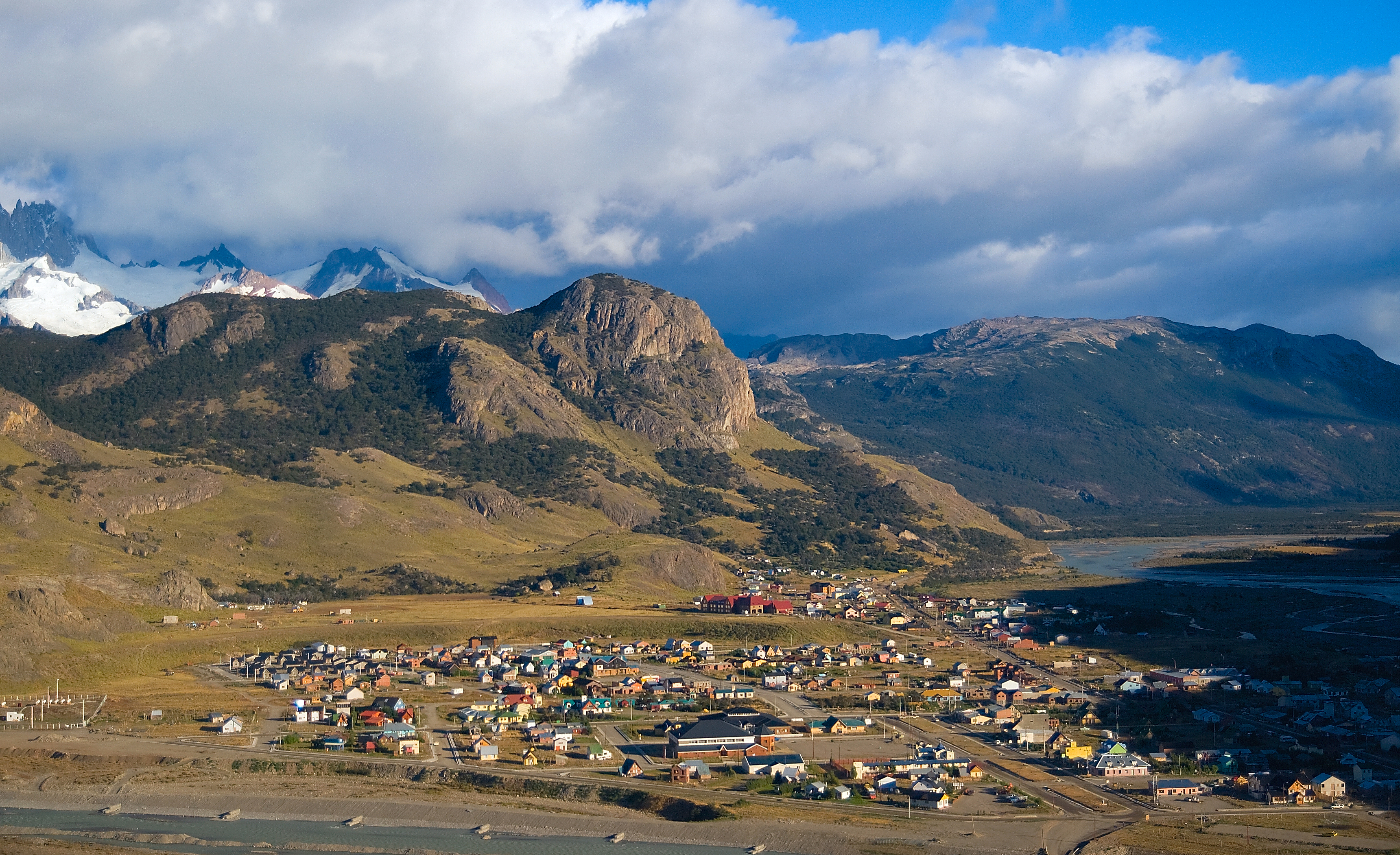